# 펜탁스 K100D Super

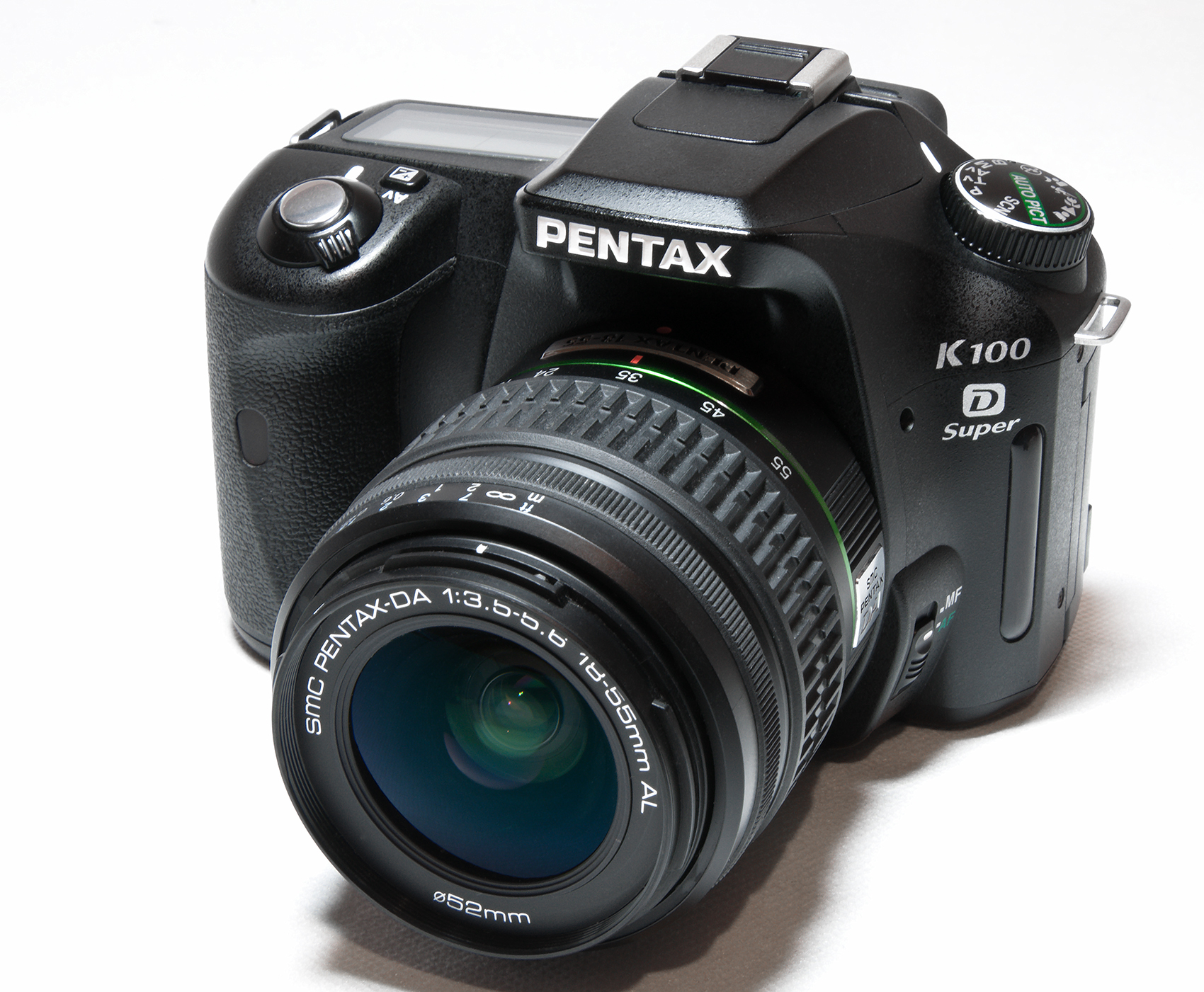
펜탁스 K100D Super

펜탁스 K100D Super(Pentax K100D Super)는 2007년 7월에 출시된 디지털 일안 반사식 카메라이다. 유효 화소수 610만의 APS-C 사이즈 CCD 센서를 채용하고 있고 CCD 시프트식 손떨림 보정 기능은 펜탁스 K100D와 완전히 같으며,
- KAF2 마운트를 채용하여 SDM 렌즈 지원 기능
- CCD 먼지 제거 기능
- SDHC 메모리 지원[1]

이 추가되었다.

## 사진

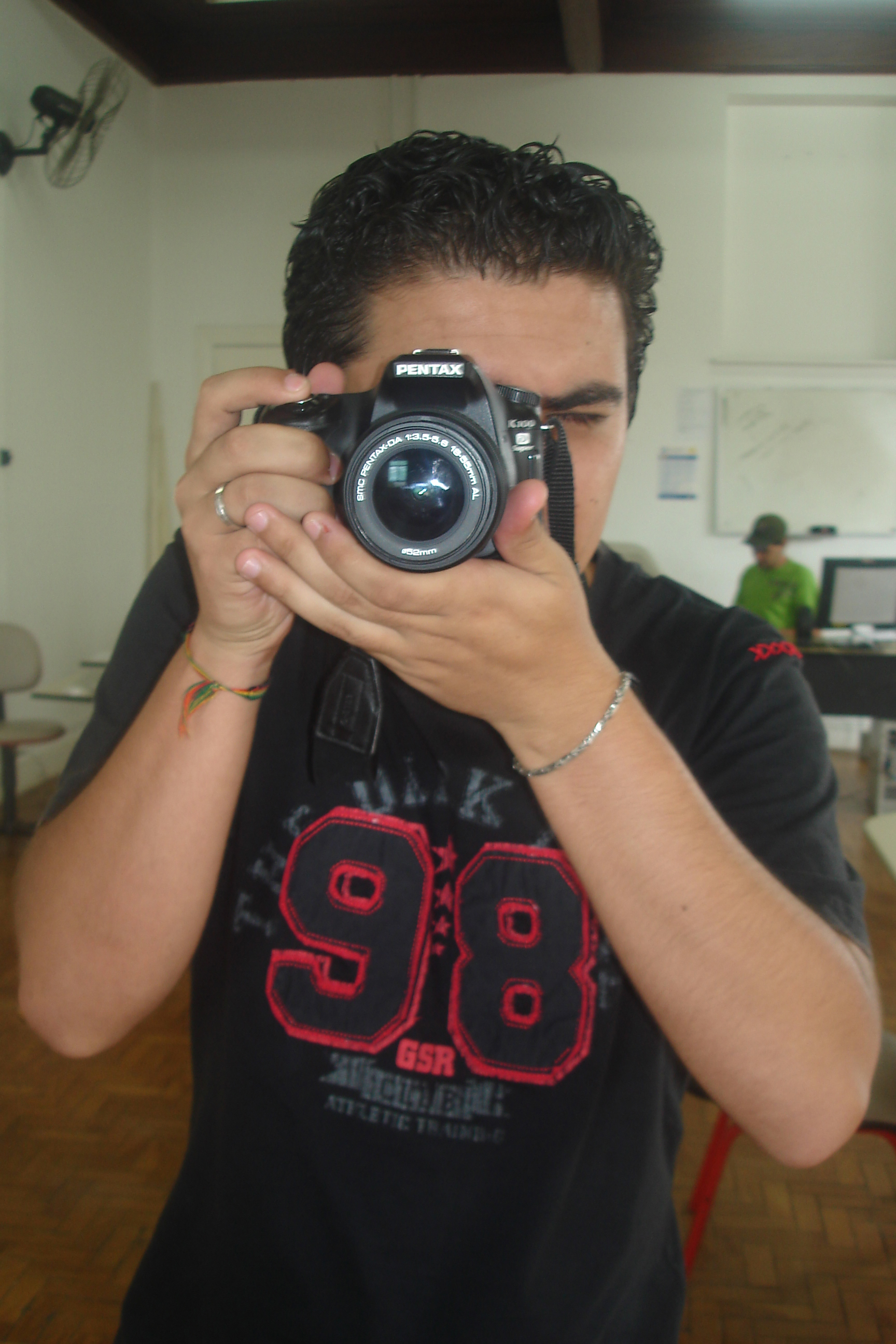
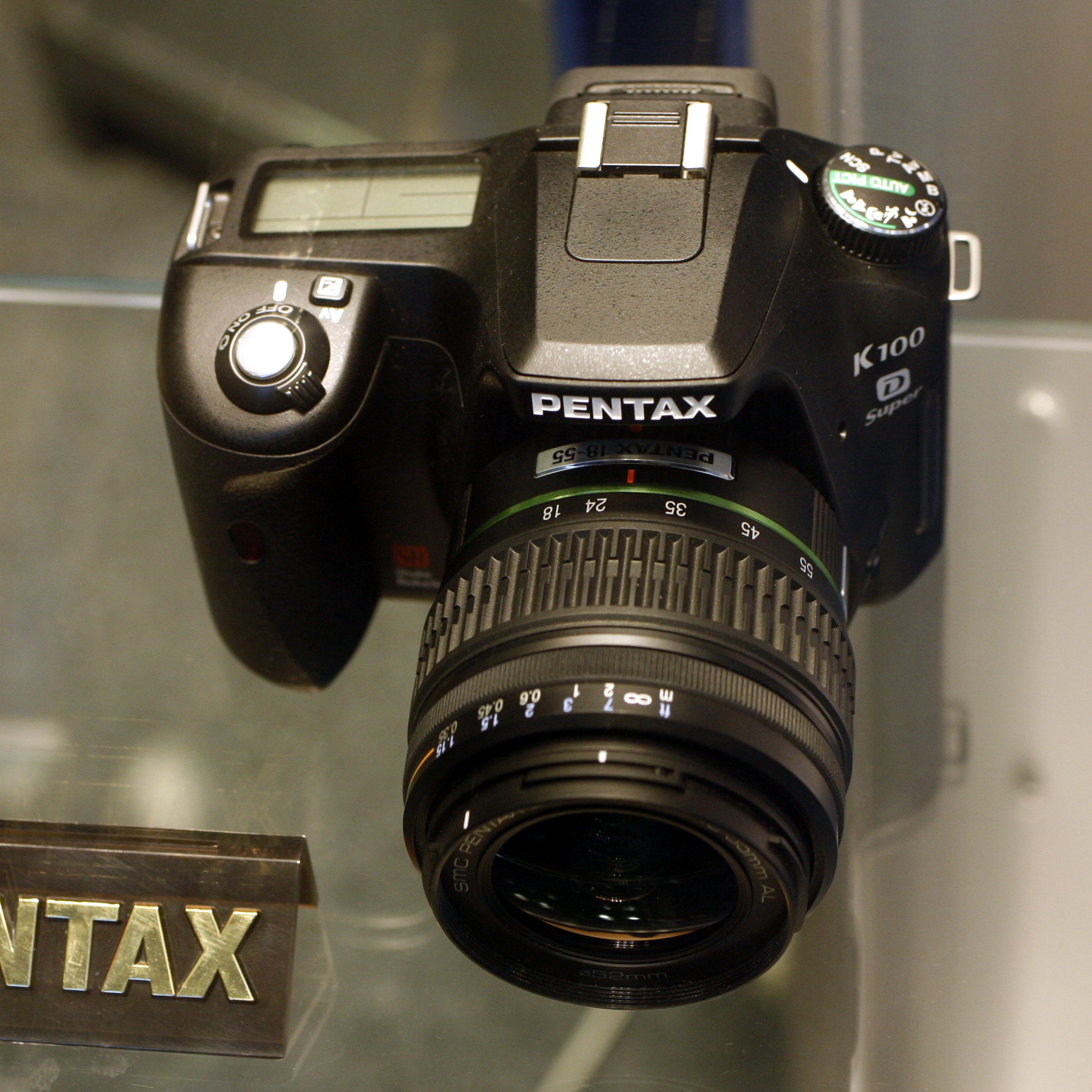